# Santa María de Formiguera
Santa María de Formiguera (Sainte-Nativité-Notre-Dame de Formiguères en francés) es una iglesia que se encuentra en la población del mismo nombre, en el Capcir, Francia.

## Historia y descripción

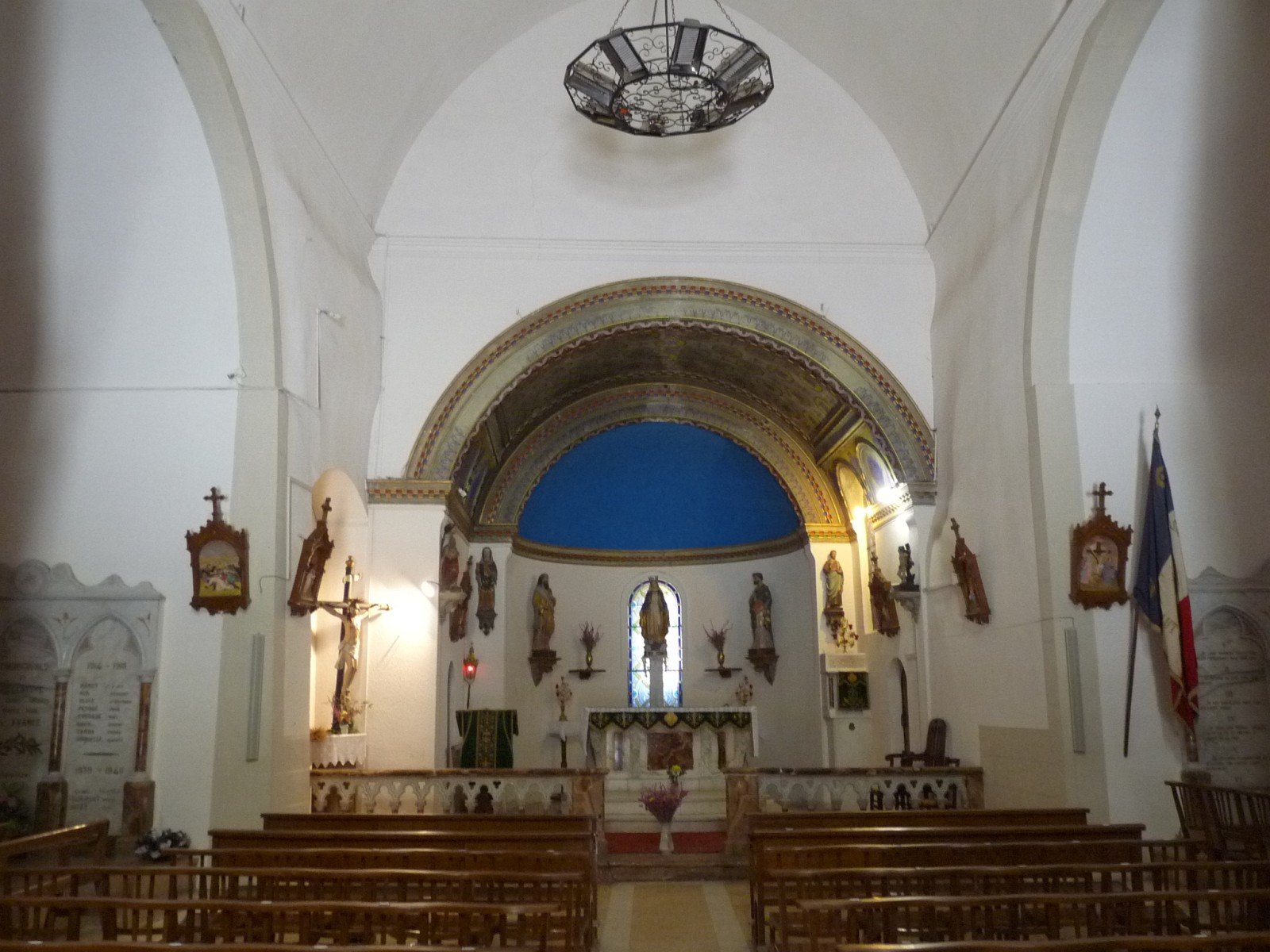
Santa Maria de Formiguera (interior)

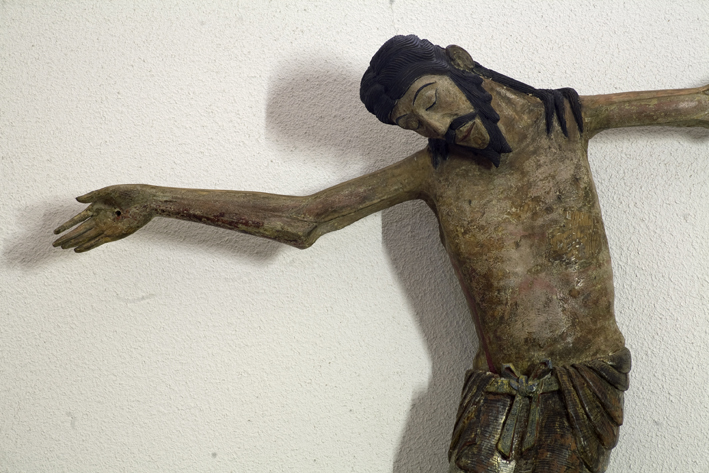
Cristo romànico

Fue consagrada por primera vez en el año 873, y al acto asistieron los condes Wifredo el Velloso, Miró el Viejo y Oliba II de Carcasona. También estuvo presente Acfredo de Carcasona, futuro conde. En el 6 de octubre de 1019, después de una reforma importante, fue vuelta a consagrar por el arzobispo de Narbona, Wifredo de Cerdaña (hijo de Wifredo II).
De estilo románico, tiene la fachada occidental muy aparejada y un campanario de espadaña. La portalada, de finales del siglo XII, está decorada con arquivoltas y una cenefa de dientes de sierra. El mobiliario, de una cierta importancia como corresponde a la iglesia capital del Capcir, comprende un Cristo románico del siglo XII, una escultura de la Virgen María del siglo XIV, una cruz procesional de 1710 y varios retablos barrocos (del Rosario, 1707, de san Antonio, 1727, y de Nuestra Señora de los Dolores, de los siglos XVII-XVIII). Fue declarada monumento histórico de Francia en 1992.

## Condado de Santa María de Formiguera
La adquisición de Formiguera en el siglo XVII permitió al mallorquín Pere Ramon de Safortesa y de Villalonga (1570-1639) de hacerse otorgar en 1632 por Felipe IV de España el título de conde de Santa María de Formiguera. A su muerte el título pasó al hijo, Ramon de Zaforteza y de Pacs-Fuster (El Conde Mal, 1627-1694), y el 1995 el título todavía existía. En la actualidad se conserva en el centro de Palma de Mallorca Can Formiguera, el casal familiar.